# Sauce Pinto
Sauce Pinto est une localité rurale argentine située dans le département de Paraná et dans la province d'Entre Ríos.

## Toponymie
Le nom de la localité est une combinaison d'un ruisseau voisin appelé Sauce et du nom de la première famille qui a habité la région, dont le nom de famille était Pintos. La première maison date de 1849, puis elle s'est peuplée au fur et à mesure que le grand terrain appartenant à la famille Pintos a été vendu (pour encourager la population de la région) à différents colons, qui se sont installés sur les rives de l'ancienne route 131. Vers 1870, Justo José de Urquiza avait l'habitude de s'arrêter à cet endroit pendant ses voyages du Paraná à l'Uruguay, qui était un lieu prospère avec des magasins. En 1897, l'école a été fondée. En 1966, le village a été relégué à la construction de la route 12, qui a fait un détour pour passer plus près de Aldea María Luisa. En 1984, l'accès par une route de gravier et la formation du conseil d'administration ont eu lieu. Les principales activités économiques sont l'agriculture et la production laitière. En 2009, l'entrée du village depuis la route 12 a été asphaltée.

## Démographie
La population de la localité, c'est-à-dire à l'exclusion de la zone rurale, était de 33 habitants en 1991 et de 59 en 2001. La population de la juridiction du conseil d'administration était de 171 habitants en 2001.